# The Price of Silence (1917)
The Price of Silence is een Amerikaanse dramafilm uit 1917 onder regie van Frank Lloyd.

## Verhaal
De Amerikaanse senator Frank Deering strijdt samen met rechter Vernon tegen kinderarbeid. Rechter Vernon moet geld lenen van de industrieel Henry McCarthy, de eigenaar van fabriek waar kinderen worden tewerkgesteld. Omdat de rechter zijn lening niet kan terugbetalen, moet hij steekpenningen aanvaarden van McCarthy. De rechter krijgt een hartaanval en biecht zijn misstap op aan Deering op zijn sterfbed. Om de naam van zijn vriend niet te besmeuren sluit hij een akkoord met McCarthy. In de senaat stemt hij tegen zijn eigen kinderrechtenwet.

## Rolverdeling
| Acteur          | Personage      |
| --------------- | -------------- |
| William Farnum  | Frank Deering  |
| Frank Clark     | Rechter Vernon |
| Vivian Rich     | Grace Vernon   |
| Brooklyn Keller | Dokter Kendle  |
| Charles Clary   | Henry McCarthy |
| Ray Hanford     | Joe Dugan      |
| Gordon Griffith | Jimmy          |